# Lebetain
Lebetain település Franciaországban, Territoire de Belfort megyében. Lakosainak száma 419 fő (2022. január 1.). Lebetain Delle, Fêche-l’Église és Saint-Dizier-l’Évêque községekkel határos.

## Népesség
A település népességének változása:
| Lakosok száma | 444  | 434  | 437  | 421  | 418  | 415  | 413  | 416  | 419  |
|               | 2013 | 2015 | 2016 | 2017 | 2018 | 2019 | 2020 | 2021 | 2022 |